# Hilir Perak

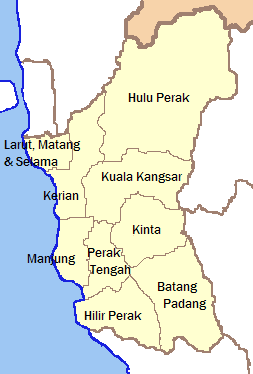
Hilir Peraks läge i delstaten Perak.

Hilir Perak är ett distrikt i delstaten Perak, Malaysia. Distriktet har 208 570 invånare (2010).